# Rob Witschge
Rob Witschge (Amsterdam, 22 agosto 1966) è un ex calciatore olandese, di ruolo centrocampista.

## Carriera

### Giocatore

#### Club
Dopo aver giocato quattro anni nell'Ajax (1985-1989) - vincendo una Coppa delle Coppe nel 1987 - giocò nel St.Etienne, nel Feyenoord, nell'Utrecht e terminò la carriera nell'Al-Ittihad nel 1999.

#### Nazionale
Con la Nazionale olandese ha fatto il suo debutto il 4 gennaio 1989 in un'amichevole contro Israele (0-2). Ha poi partecipato al campionato d'Europa 1992 e al campionato del mondo 1994.

### Allenatore
Il 1 luglio 2001 diventa vice allenatore dell’Haarlem.
Dal 1º luglio 2004 è vice allenatore insieme a John van't Schip di Marco van Basten all guida dei Paesi Bassi. Dal 1º luglio 2008 è assistente di Marco van Basten, insieme a John van't Schip all'Ajax.
Il 21 agosto 2009 lascia il ruolo di vice dei lancieri, per passare all'Haarlem sempre nella stessa veste. Il 25 gennaio 2010 lascia la squadra.
Dal 31 luglio 2019 al 27 novembre 2021 è il vice di John van 't Schip, CT della nazionale greca.

## Palmarès

### Club

#### Competizioni nazionali
- Coppa dei Paesi Bassi: 5

Ajax: 1985-1986, 1986-1987
Feyenoord: 1991-1992, 1993-1994, 1994-1995
- Supercoppa dei Paesi Bassi: 1

Feyenoord: 1991
- Campionato olandese: 1

Feyenoord: 1992-1993
- Campionato saudita: 1

Al-Ittihad: 1998-1999
- Coppa di Lega saudita: 1

Al-Ittihad: 1998-1999

#### Competizioni internazionali
- Coppa delle Coppe: 1

Ajax: 1986-1987
- Coppa delle Coppe dell'AFC: 1

Al-Ittihad: 1998-1999
- Coppa dei Campioni del Golfo: 1

Al-Ittihad: 1999